# Nico Broeckaert
Pour les articles homonymes, voir Broeckaert.
Nico Broeckaert est un footballeur international belge né le 23 novembre 1960 à Zottegem (Belgique).

## Biographie
Nico Broeckaert a commencé à jouer au football dans le club de sa ville natale, le KSV Sottegem à l'âge de 10 ans. C'est en 1981 qu'il devient membre de l'équipe première. Évoluant comme défenseur, il rejoint en 1983, le KV Courtrai où il reste 6 saisons. En 1989, il est transféré au Royal Antwerp FC où il fait ses meilleurs saisons. 
Il joue deux fois avec l'équipe nationale en 1989.
Il remporte la Coupe de Belgique en 1992 et joue la finale de la Coupe d'Europe des Vainqueurs de Coupe en 1993.
En octobre 1996, il part au KSK Renaix, puis en 1997, il rejoint le KSV Audenarde où il joue encore deux saisons avant de mettre un terme à sa carrière.

## Palmarès
- International en 1989 (2 sélections)
- premier match international : le 23 août 1989, Belgique-Danemark, 3-0 (match amical)
- deuxième match international : le 25 octobre 1989, Belgique-Luxembourg, 1-1 (match de qualif. Coupe du monde)
- Vainqueur de la Coupe de Belgique en 1992 avec le Royal Antwerp FC
- Finaliste de la Coupe d'Europe des Vainqueurs de Coupe en 1993 avec le Royal Antwerp FC